# Barkine
Barkine (àrab بركين) és una comuna rural de la província de Guercif de la regió de L'Oriental. Segons el cens de 2014 tenia una població total de 9.469 persones.